# Le Putsch des mercenaires
Pour plus de détails, voir Fiche technique et Distribution.
Le Putsch des mercenaires (Game for Vultures) est un  film britannique réalisé par James Fargo, sorti en 1979.

## Synopsis
Ce film met en scène la contrebande d’hélicoptères américains par les services spéciaux de la Rhodésie et une frappe de Fireforce durant la guerre du Bush de Rhodésie du Sud.

## Fiche technique
- Titre français : Le Putsch des mercenaires
- Titre original : Game for Vultures
- Réalisation : James Fargo
- Scénario : Phillip Baird, d'après le livre de Michael Hartmann
- Musique : Tony Duhig & Jon Field
- Photographie : Alex Thomson
- Montage : Peter Tanner
- Production : Hazel Adair
- Sociétés de production : Pyramid Films & Caris Enterprises
- Société de distribution : Columbia Pictures Corporation
- Pays :  Royaume-Uni
- Langue : Anglais
- Format : Couleur - Dolby - 35 mm - 1.85:1
- Genre : Action, Aventures, Guerre
- Dates de sortie : 
  -  Afrique du Sud : 22 juin 1979 (Johannesburg)
  -  Royaume-Uni : 11 novembre 1979

## Distribution
- Richard Harris (VF : Bernard Dhéran) : David Swansey
- Richard Roundtree (VF : Med Hondo) : Gideon Marunga
- Joan Collins (VF : Perrette Pradier) : Nicolle Ashton-Payne
- Ray Milland (VF : Jean Davy) : Le colonel Noel Brettle
- Denholm Elliott (VF : Jean Topart) : Raglan Thistle
- Ken Gampu (VF : Serge Sauvion) : Sixpence (Quat'sous en VF) Chiretzi
- Tony Osoba (VF : Maurice Sarfati) : Daniel Batten
- Sven-Bertil Taube (VF : Claude Rollet) : Larry Prescott
- Jana Cilliers : Ruth Swansey
- Mark Singleton (VF : Jean Berger) : Sir Benjamin Peckover
- Joe Mafela (en) : Jacob Mtoko
- Alibe Parsons (VF : Thamila Mesbah) : Alice Kamore
- Victor Melleney (VF : Michel Beaune) : Mallan
- Neil Hallett : Tony Knight
- John Parsonson (VF : Daniel Gall) : Peter Swansey
- Graham Armitage : Harken
- Elaine Proctor (VF : Martine Irzenski) : Brigid
- Patrick Mynhardt (VF : Richard Darbois) : Hennie Muller
- Chris Chittell (VF : Guy Chapelier) : McAllister
- Joe Stewardson (VF : Pierre Garin) : Brinsley
- Peter Van Dissel (VF : Jean-François Laley) : Van Rensburg
- Sam Williams (VF : Robert Liensol) : Schooteacher
- John Boulter (VF : Michel Bardinet) : Ryan
- Tim Heale (VF : Teddy Bilis) : Nettelekin
- Philip Baird (VF : Roger Rudel) : Jay Goldstein

## Production
Bien que l'action se passe essentiellement en Rhodésie, le film a été tourné pour des raisons notamment de sécurité en Afrique du Sud, dans la région de Pretoria et de Johannesburg,,,